# Eupithecia pallescens
Eupithecia pallescens är en fjärilsart som beskrevs av Karl Dietze 1913. Eupithecia pallescens ingår i släktet Eupithecia och familjen mätare. Inga underarter finns listade i Catalogue of Life.